# Dioplotherium
Dioplotherium — род вымерших растительноядных морских млекопитающих из семейства дюгоневых отряда сирен. Они обитали в прибрежных водах Северной (США и Мексика) и Южной (Бразилия и Аргентина) Америк с раннего олигоцена по плиоцен (28,1—4,9 млн лет назад). Известно 2 вида этих животных.

## Классификация
Род включает 2 вида:
- †Dioplotherium allisoni Kilmer, 1965
- †Dioplotherium manigaulti Cope, 1883